# Castillo de Chancay
El castillo de Chancay o castillo de los Boggio un palacio ubicado en la ciudad de Chancay, provincia de Huaral, en el departamento de Lima. El edificio tiene una extensión de 2200 metros y cuenta con diez salones, 250 habitaciones, 12 terrazas y 4 torreones.

## Historia
El Castillo de Chancay, ubicado en la provincia de Huaral, se encontraba a poca distancia de donde se estaba hundido el navío chileno Covadonga. El castillo empezó a construirse en 1922 por iniciativa de Consuelo Amat y León, bisnieta del Virrey del Perú Manuel de Amat y Juniet y esposa del tres veces alcalde de Chancay, propietario del fundo La Calera (al norte de Chancay) y heredero textil, Rómulo Boggio Klauer. Este castillo fue en sus inicios obra de Consuelo Amat y el arquitecto León Rolando. Su origen imaginativo se debe a las influencias que Consuelo Amat recibió durante su estancia en Europa, donde aparte de aprender la cultura de este continente también escribió gran cantidad de poemas. La muerte de su esposo en 1924 fue lo que hizo que Consuelo Amat se decidiera levantar el castillo. En homenaje a él lo construyó al borde del acantilado, de manera que al ver al mar podía recordarlo. La obra se inició en 1925 y concluyó diez años después, teniendo como meta ser un hogar donde ella pudiera vivir con toda su familia. 
Inicialmente, contaba con 250 habitaciones, tenía cuatro niveles y lo conformaban terrazas, torreones, miradores, escalinatas y pasadizos orientados hacia el mar. Era entonces conocido como el Castillo de la familia Boggio. Tras permanecer abandonado por casi tres décadas, Juan Barreto Boggio, nieto de Consuelo, tomó a su cargo la remodelación del castillo, de acuerdo a los planos ideados por su abuela y procurando conservar su estilo medieval. Ya por entonces era conocido como el Castillo de Chancay, en torno al cual corrían las más variadas leyendas. Actualmente, es uno de los más importantes atractivos turísticos de Chancay, con una infraestructura de aproximadamente 15.000 m² dedicada al alojamiento y la recreación.